# 烏爾穆鄉 (克勒拉希縣)
44°16′N 26°55′E / 44.267°N 26.917°E
烏爾穆鄉（羅馬尼亞語：Comuna Ulmu, Călărași），是羅馬尼亞的鄉份，位於該國南部，由克勒拉希縣負責管轄，處於布加勒斯特以東70公里，每年平均降雨量960毫米，海拔高度43米，2007年人口1,614。